# 狮子和会唱会跳的百灵鸟
《狮子和会唱会跳的百灵鸟》（德語：Das singende springende Löweneckerchen），又译《少女和狮子》，是格林兄弟收集的一则德国童話，也是《格林童话》中的第88个故事。
它是AT分类法中的第425C类故事。同类故事还包括《美女与野兽》以及《The Small-tooth Dog》。
故事中也带有AT 425A类故事（如《太阳之东与月亮之西》）中的母题，即对失踪丈夫的找寻。